# Зарічненська сільська рада (Тульчинський район)
| Зарічненська сільська рада — колишній орган місцевого самоврядування у Тульчинському районі Вінницької області з адміністративним центром у с. Зарічне. село Зарічне ввійшло до складу Тульчинської міської ради шляхом децентралізації. Сільській раді були підпорядковані населені пункти: - с. Зарічне |

## Склад ради
Зарічненська сільська рада складалася з 16 депутатів та голови. Після 25.10.2020 року село представляє староста округу, обраного депутата від села Зарічне не було. Більшість депутатів жителі міста Тульчин у кількості 34 особи.

## Керівний склад сільської ради
| ПІБ                         | Основні відомості | Дата обрання | Дата звільнення |
| --------------------------- | --- | ------------ | --------------- |
| Бензелюк Наталія Михайлівна | Сільський голова, 1968 року народження, освіта                                                                           | 26.03.2006   | 31.10.2010      |
| Приймак Геннадій Васильович | Сільський голова, 1975 року народження, освіта вища, безпартійний                                                        | 31.10.2010   | 25.10.2020      |
| Лейбак Марія Сергіївна      | староста Зарічненського старостинського округу Тульчинської міської ради, 1974 року народження, освіта вища, безпартійна | 17.12.2020   |                 |

Примітка: таблиця складена за даними джерела